# Colima (ort i Costa Rica)
Colima är en ort i Costa Rica.   Den ligger i provinsen San José, i den centrala delen av landet, i huvudstaden San José. Colima ligger 1 146 meter över havet och antalet invånare är 15 875.
Terrängen runt Colima är varierad, och sluttar västerut. Runt Colima är det mycket tätbefolkat, med 6 711 invånare per kvadratkilometer. Närmaste större samhälle är San José, 2,0 km söder om Colima. Runt Colima är det i huvudsak tätbebyggt.